# Tångbett
Tångbett är en term för att beskriva bettet hos hundar när över- och underkäkens tänder möts spets mot spets. Tångbett kan hos raser som normalt har saxbett orsakas av små förändringar av en käkes längd eller en förändring i tändernas lutning. Käklängd och tändernas lutning styrs av polygener.